# Alexandr Gomelskij
Alexandr Jakovlevič Gomelskij (rusky Александр Яковлевич Гомельский, 18. ledna 1928 Kronštadt – 16. srpna 2005 Moskva) byl sovětský basketbalista a trenér.
Hrál na pozici rozehrávače za leningradské kluby SKIF a SKA. Vystudoval Lesgaftův institut a jako trenér vedl v letech 1949–1952 ženský tým Spartak Leningrad a v letech 1953–1966 ASK Riga, s nímž se stal mistrem SSSR v letech 1955, 1957 a 1958 a vyhrál Euroligu v letech 1958, 1959 a 1960. V roce 1970 se stal trenérem PBC CSKA Moskva, s nímž získal 10 sovětských titulů (1970–1974, 1976–1980) a vyhrál Euroligu v roce 1971. V roce 1988 odešel do španělského Tenerife CB a o rok později do francouzského Limoges CSP, trenérskou kariéru ukončil v roce 1991.
V roce 1956 se stal asistentem trenéra sovětské reprezentace a jejím hlavním trenérem byl v letech 1961–1970, 1977–1983, 1987–1988. Na olympijských hrách svůj tým dovedl ke zlatým medailím v roce 1988, stříbrným v roce 1964 a bronzovým v letech 1968 a 1980. Na mistrovství světa v basketbalu mužů jeho tým vyhrál v letech 1967 a 1982, druhý byl v roce 1978 a třetí v letech 1963 a 1970. Získal sedm titulů mistra Evropy (1961, 1963, 1965, 1967, 1969, 1979 a 1981), druhé místo v letech 1977 a 1987 a třetí místo v roce 1983. Působil také jako předseda Ruské basketbalové federace a prezident klubu CSKA Moskva.
V Sovětské armádě dosáhl hodnosti plukovníka. Obdržel Řád rudého praporu práce, Řád rudé hvězdy a Olympijský řád, byl jmenován do Basketball Hall of Fame. Jmenuje se po něm cena pro nejlepšího trenéra Euroligy a hala, v níž hraje CSKA domácí zápasy.
Pocházel z židovské rodiny. Jeho mladší bratr Jevgenij Gomelskij byl také trenérem, dovedl ženské družstvo Společenství nezávislých států k vítězství na olympiádě 1992. Syn Vladimir Gomelskij hrál za CSKA Moskva a po ukončení kariéry se stal televizním komentátorem.